# Léonie Martin
Léonie Martin, V. S. M. também conhecida como Irmã Françoise-Thérèse,  (nascida em 3 de junho de 1863 em Alençon, França — 16 de junho de 1941 em Caen) foi uma freira católica romana francesa que levou uma vida enclausurada como membro das Irmãs da Visitação. Era filha dos santos Luis Martin e Zélia Martin e irmã de Santa Teresa de Lisieux. Ela às vezes é chamada de "irmã difícil" de Santa Teresa. Ela assumiu o nome religioso de Françoise-Thérèse. 
Sua causa de beatificação foi autorizada a ser introduzida na diocese de Bayeux e Lisieux em 2015, e recebeu o título póstumo de Serva de Deus .

## Vida
Léonie Martin nasceu em Alençon, no departamento de Orne, na França, em 3 de junho de 1863, filha de Luis Martin e Zélie Guérin Martin, ambos canonizados em 18 de outubro de 2015 pelo Papa Francisco. Ela teve vários irmãos, que incluíram Teresa, a futura santa.
Quando criança, Léonie tinha saúde frágil; aos dezoito meses, ela quase morreu. Ela sofria de tosse convulsa, além de sarampo com fortes convulsões e eczema . Ela era uma criança inquieta, vista como um fardo para sua mãe, que sofria muito para cuidar dela, uma criança difícil. Por ser tão perturbadora na escola do convento de Visitação, foi convidada a sair.
Sua mãe morreu em 28 de agosto de 1877, deixando Léonie, de quatorze anos, com seu pai e irmãs. Luis Martin e suas cinco filhas se mudaram para Lisieux para ficar perto do irmão de Zélie, Isidore Guérin, e sua esposa. Léonie era aluna do internato da escola administrada pelas monjas beneditinas da Abadia de Notre Dame du Pré, em Lisieux, onde Teresa estudou mais tarde.
Em outubro de 1882, a irmã mais velha de Léonie, Pauline, entrou no mosteiro carmelita em Lisieux. Mais tarde, três de suas irmãs.
Em outubro de 1886, a família Martin visitou Alençon para que sua filha mais velha, Marie, pudesse ver as cenas de sua infância e se despedir de seus amigos lá antes de entrar no mosteiro carmelita em Lisieux. Enquanto eles estavam lá, Léonie, então com 23 anos, entrou inesperadamente no mosteiro das Pobres Claras, mas, achando seu governo austero muito difícil, ela permaneceu lá por apenas seis semanas. No verão de 1887, ela entrou no Mosteiro da Visitação em Caen, mas voltou para Lisieux apenas seis meses depois. Logo depois, em abril de 1888, Teresa, então com 15 anos, entrou no mosteiro carmelita de Lisieux.
Léonie e Céline ficaram em casa com o pai, cuja saúde estava começando a falhar. Em fevereiro de 1889, sofrendo de alucinações, foi internado em um hospital psiquiátrico em Caen, onde permaneceu por mais de três anos. Por vários meses, Léonie e Céline se mudaram para Caen para ficar perto dele, mas, como ele tinha apenas uma visita por semana, eles retornaram a Lisieux, tornando-se parte da família de seu tio, Isidore Guérin, e fizeram as visitas semanais de trem. Enquanto eles estavam em Caen, Léonie frequentemente visitava o Mosteiro da Visitação. Em maio de 1892, Luis Martin voltou para Lisieux, e Léonie e Céline cuidaram dele em uma pequena casa na rue Labbey em Lisieux, do outro lado da casa do tio. Em 1893, Léonie fez sua segunda tentativa na Visitação em Caen. Desta vez, ela recebeu o hábito, e permaneceu lá por mais de dois anos, correspondendo amorosamente com as irmãs. Enquanto ela morava na Visitação, seu pai morreu (em 29 de julho de 1894). Logo depois, Céline se juntou às irmãs no Carmelo, em Lisieux. Depois de dois anos na Visitação, Léonie descobriu que sua saúde não lhe permitia ficar. Ela voltou para Lisieux, na casa de seu tio Isidore, no verão de 1895. Às duas estadias de Léonie na Visitação, devemos as poderosas cartas que ela trocou com sua irmã Teresa, que levou Léonie pelo "caminho da confiança e do amor" que ela mesma estava descobrindo. Em 1897, Teresa morreu de tuberculose. As memórias dela, Logo depois, Céline se juntou às irmãs no Carmelo, em Lisieux. As memórias dela na História de uma alma, foi publicada em 1898. A leitura deu a Léonie uma nova esperança para sua própria vocação religiosa. Ela entrou definitivamente na Visitação em Caen em 28 de janeiro de 1899. Em 2 de julho de 1900, finalmente se tornou membro professa das Irmãs da Visitação com o novo nome de "Françoise-Thérèse".
Léonie manteve uma correspondência fervorosa com suas irmãs no Carmelo em Lisieux. Sua saúde continuava a piorar, e ela vivia na sombra de problemas de saúde, cercados por doenças como o eczema. Ela morreu em 16 de junho de 1941.

## Processo de beatificação
Em 24 de janeiro de 2015, seu processo de beatificação começou na França com a declaração de " nihil obstat " (nada contra), conferindo-lhe o título póstumo de Servo de Deus. Isso iniciou o processo diocesano local que reuniu documentação e testemunhos sobre a vida e os escritos de Léonie; o processo local foi aberto na capela do convento de Visitadine em Caen, em 2 de julho de 2015.
Orações estão sendo oferecidas para que ela seja declarada "Venerável", o próximo passo no caminho da beatificação.